# Klaus Palmedo
Klaus Palmedo, auch Claus Palmedo, (* 14. Mai 1888 in Colmberg als Emil Karl Bolko Palmedo; † 1961) war ein deutscher Chirurg und Politiker (NSDAP).

## Leben
Er war der Sohn eines praktizierenden Arztes und wuchs in Roth bei Nürnberg auf. Am Gymnasium in Augsburg legte er das Abitur ab. Anschließend studierte er Medizin an der Universität Erlangen. Seit 1908 gehörte er der Burschenschaft der Bubenreuther an. Im Wintersemester 1910 immatrikulierte er sich als Emil Palmedo an der Universität Rostock. Zurück an der Universität Erlangen promovierte er dort 1915 zum Dr. med. Das Thema seiner 30-seitigen Dissertation lautete Zur Kenntnis des chronischen Pfortaderverschlusses (thrombotische Obliteration nach Appendicitis) und erschien 1914 in Druck.
In Lichtenstein-Callenberg im Freistaat Sachsen trat er im Jahre 1922 eine Stelle als erster Chefarzt des dortigen Krankenhauses an.
Zum 1. Mai 1930 trat er der NSDAP bei (Mitgliedsnummer 237.113). Im Februar 1933 wurde er in der Amtshauptmannschaft Glauchau zur Wahl für den Bezirkstag in Chemnitz aufgestellt und erhielt neben 10 weiteren NSDAP-Abgeordneten ein Mandat.
1934 wechselte er als Chirurg an das Stadtkrankenhaus nach Plauen im Vogtland, dessen Leitung er als Obermedizinalrat übernahm.
In Plauen wurde Klaus Palmedo Ortsgruppenleiter der Deutschen Gesellschaft für Rassenhygiene. Der sächsische NSDAP-Gauleiter Martin Mutschmann ernannte ihn im April 1936 zum Leiter des Amtes für Rassenpolitik im Kreis Plauen.
Zum 30. Juni 1945 wurde Klaus Palmedo auf Anordnung der US-amerikanischen Militärregierung als Chefarzt des Städtischen Krankenhauses entlassen und sein bisheriger Stellvertreter Heinrich Herfarth zum Nachfolger ernannt.